# Социограма
Социограма е графично представяне на социалните връзки, които дадена личност има. Тя представлява графична схема, която показва междуличностните отношения на индивида в дадена група.